# Langona
Langona este un gen de păianjeni din familia Salticidae.

## Specii[1]
- Langona alfensis
- Langona aperta
- Langona avara
- Langona bhutanica
- Langona biangula
- Langona bisecta
- Langona bitumorata
- Langona bristowei
- Langona goaensis
- Langona hongkong
- Langona improcera
- Langona kurracheensis
- Langona maculata
- Langona magna
- Langona maindroni
- Langona mallezi
- Langona manicata
- Langona mediocris
- Langona minima
- Langona oreni
- Langona pallida
- Langona pallidula
- Langona pecten
- Langona pilosa
- Langona redii
- Langona rufa
- Langona senegalensis
- Langona simoni
- Langona tartarica
- Langona tigrina
- Langona trifoveolata
- Langona ukualuthensis
- Langona warchalowskii
- Langona vitiosa